# Oclusiva linguolabial prenasalizada sonora
La Oclusiva linguolabial prenasalizada sonora es un sonido consonántico linguolabial y oclusivo de doble articulación el cual solo se tiene registrado que ocurra en el idioma vao, su símbolo en el alfabeto fonético internacional es una ⟨n̼d̼⟩ o puede ser representado como ⟨m̺b̺⟩.

## Características
- Su modo de articulación es oclusivo, lo que significa que es producida al obstruir la corriente de aire en la extensión vocal.
- Su punto de articulación es linguolabial, lo que significa que se articula colocando la punta de la lengua contra el labio superior.
- Su fonación es sonora, lo que significa que las cuerdas vocales vibran durante su articulación.
- Es una consonante prenasalizada, lo que significa que es una secuencias fonéticas de una consonante nasal y una oclusiva
- Su mecanismo de flujo del aire es egresivo pulmonar, lo que quiere decir que se articula exhalando aire desde los pulmones, como en la mayoría de sonidos del habla.

## Ocurre en
| Lengua | Lengua | Palabra               | AFI      | Significado |
| ------ | ------ | --------------------- | -------- | ----------- |
| Vao    | Vao    | [ ejemplo requerido ] | [nan̼d̼ak] | arco        |